# Diplospinus multistriatus
Diplospinus multistriatus és una espècie de peix pertanyent a la família dels gempílids i l'única del gènere Diplospinus.

## Descripció
- Pot arribar a fer 33 cm de llargària màxima (normalment, en fa 20).
- És allargat, molt comprimit i de color platejat amb línies estretes i fosques esquitxades al llarg del cos.
- Membranes branquials de color negre atzabeja.
- La mandíbula inferior s'estén per davant de la superior.
- 30-36 espines i 35-44 radis tous a l'aleta dorsal i 2 espines i 28-35 radis tous a l'anal.
- 57-64 vèrtebres.[2][3][4]

## Reproducció
La femella assoleix la maduresa sexual en arribar als 16 cm de longitud. Les larves i els ous són pelàgics.

## Alimentació
Menja crustacis i peixets.

## Depredadors
És depredat per la bacora (Thunnus alalunga), Alepisaurus ferox (a les illes Hawaii) i la tonyina d'aleta groga (Thunnus albacares).

## Hàbitat
És un peix marí, oceànic i bentopelàgic que viu entre 50 i 1.000 m de fondària i entre les latituds 42°N-38°S i 180°W-180°E. Migra cap amunt durant la nit per situar-se entre 100-200 m de fondària.

## Distribució geogràfica
Es troba a l'Atlàntic, l'Índic i el Pacífic. Tot i que és més aviat rar, és relativament abundant al nord-oest i el sud-est de l'Atlàntic i el Pacífic sud-oriental.

## Observacions
És inofensiu per als humans.